# Cronton
Cronton is een civil parish in het bestuurlijke gebied Knowsley, in het Engelse graafschap Merseyside met 1243 inwoners.